# Sport en Slovaquie
Cette page référence les sports pratiqués en Slovaquie.
Le sport en Slovaquie est influencé par son climat et sa géographie; les sports populaires d'été sont le football, le tennis, le volley-ball, la natation, le cyclisme et la randonnée. 
Les sports d'hiver populaires incluent le ski et le snowboard. Les sports les plus regardés en Slovaquie sont le football, le hockey sur glace et le tennis. 
Le pays dispose d'un système typique des "ex pays du bloc de l'Est", où le sport est financé principalement par le budget de L’État. En 2012, l’État va payer € 30.402.634 à plus de 7500 différents clubs sportifs.
À l'échelle internationale, le sport ayant le plus de succès en Slovaquie est le hockey sur glace, où actuellement, à partir de 2012, le pays est classé comme la quinzième meilleure équipe dans le monde par le Classement mondial de l'IIHF.

## Hockey sur glace

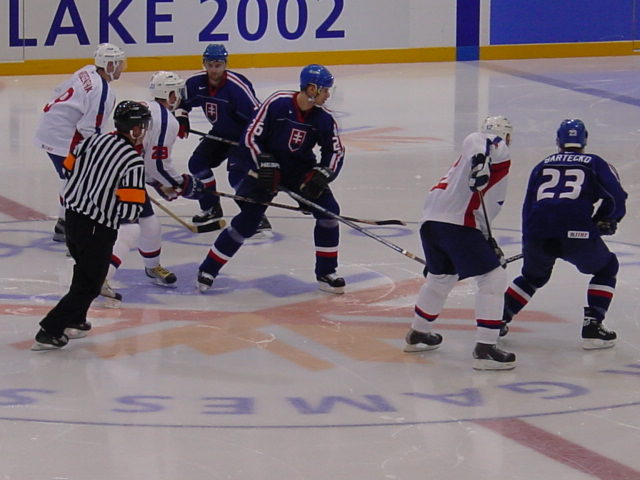
La Slovaquie opposé à la France lors des JO d'hiver de 2002.

Le sport le plus populaire et le plus pratiqué en Slovaquie est le Hockey sur glace. La Slovaquie fait partie des meilleures nations au monde, étant classée actuellement 6e au classement IIHF. L'équipe nationale a notamment été championne du monde en 2002. Par ailleurs de nombreux joueurs slovaques évoluent dans la LNH, la meilleure ligue du monde. En 2011, Bratislava et Košice ont été les villes hôtes du Championnat du monde de hockey sur glace 2011.
 Plus récemment encore, l'équipe nationale s'est classée seconde au Championnat du monde de hockey sur glace 2012 en s'inclinant en finale face à la Russie.
Au niveau national, le Championnat de Slovaquie de hockey sur glace s'appelle la Slovnaft Extraliga. Le championnat est disputé par treize équipes et les huit premières disputent des séries éliminatoires. Le HC Slovan Bratislava est le club le plus titré (7 titres), puis le HC Košice (4), le HC Dukla Trenčín (3). Le HKm Zvolen et le MsHK Žilina ont tous les deux gagnés un titre chacun. Quatre équipes slovaques ont gagné la Coupe continentale de hockey sur glace: le HC Košice, le HC Slovan Bratislava, le HKm Zvolen et le MHC Martin.

Environ 10 000 joueurs sont licenciés auprès de la Fédération de Slovaquie de hockey sur glace (Slovenský zväz ľadového hokeja ou SZĽH),.

## Football

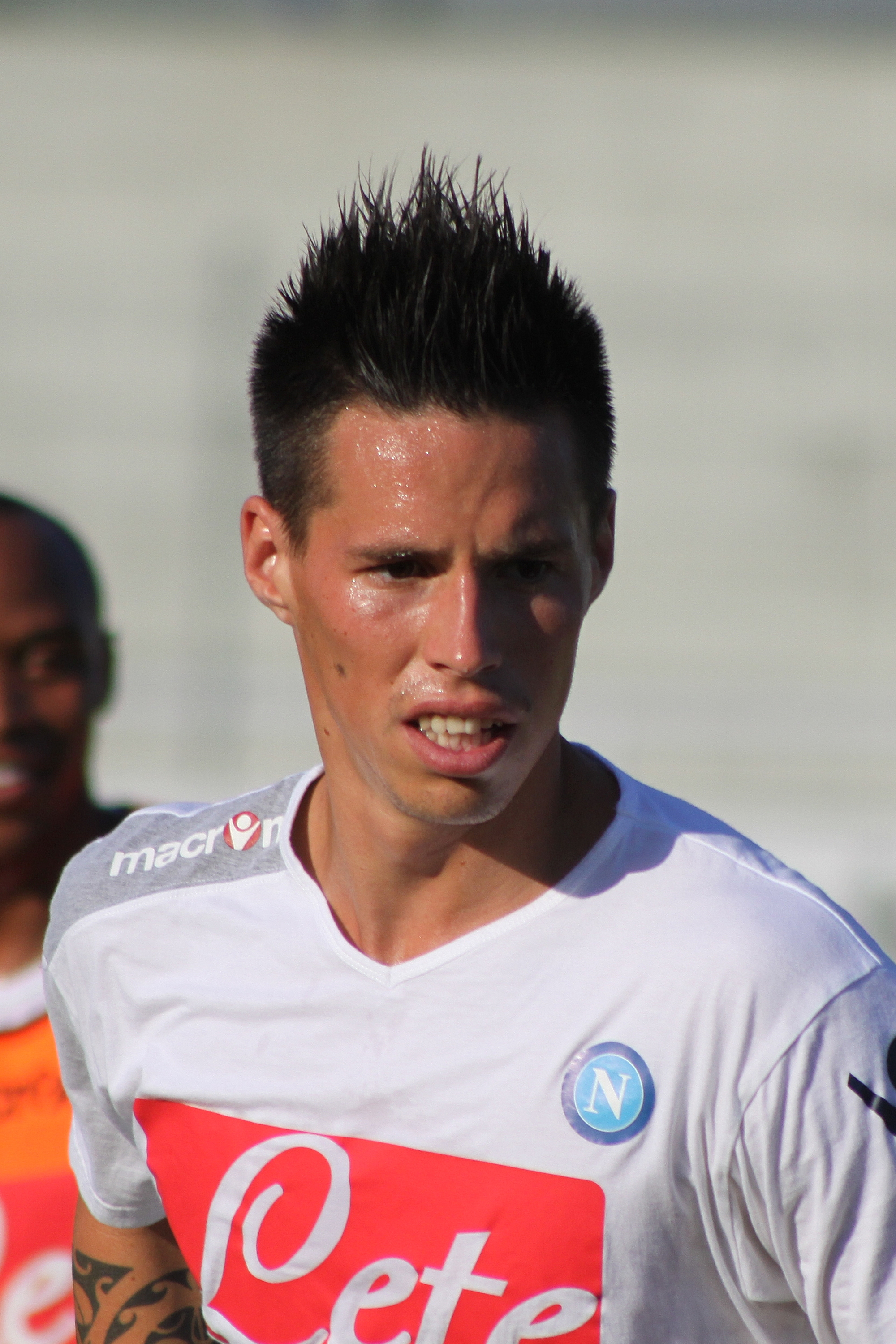
Hamšík sous les couleurs du SSC Napoli

La FIFA recense 428 968 joueurs enregistrés en Slovaquie. 
La Slovaquie s'est qualifiée pour la première fois de son histoire pour la Coupe du monde de football de 2010, le 14 octobre 2009, au détriment de la Slovénie. Auparavant, elle avait failli se qualifier notamment pour la Coupe du monde 2006, seulement éliminée en matchs de barrages face à l'Espagne. Elle a vu de grand joueurs évoluer en sélection nationale notamment Marek Hamšík une legende du SSC Naples, Miroslav Stoch ou encore Martin Škrtel un des meilleurs défense de Premier League à son meilleur niveau. Elle possède actuellement dans ses rangs des joueurs tels que Martin Dúbravka (Newcastle United), David Hancko (Feyenoord), Stanislav Lobotka ( SSC Naples) et surtout Milan Škriniar (Paris Saint-Germain) ancien capitaine de l'Inter Milan.
Au niveau national, le premier niveau du championnat est la Fortuna Liga qui a 12 équipes. Les équipes les plus titrés sont le Slovan Bratislava (14 titres) et le MŠK Žilina (7). Le 1.FC Košice, l'Inter Bratislava, et l'Artmedia Bratislava, ont gagné 2 titres et le MFK Ružomberok 1.

## Tennis

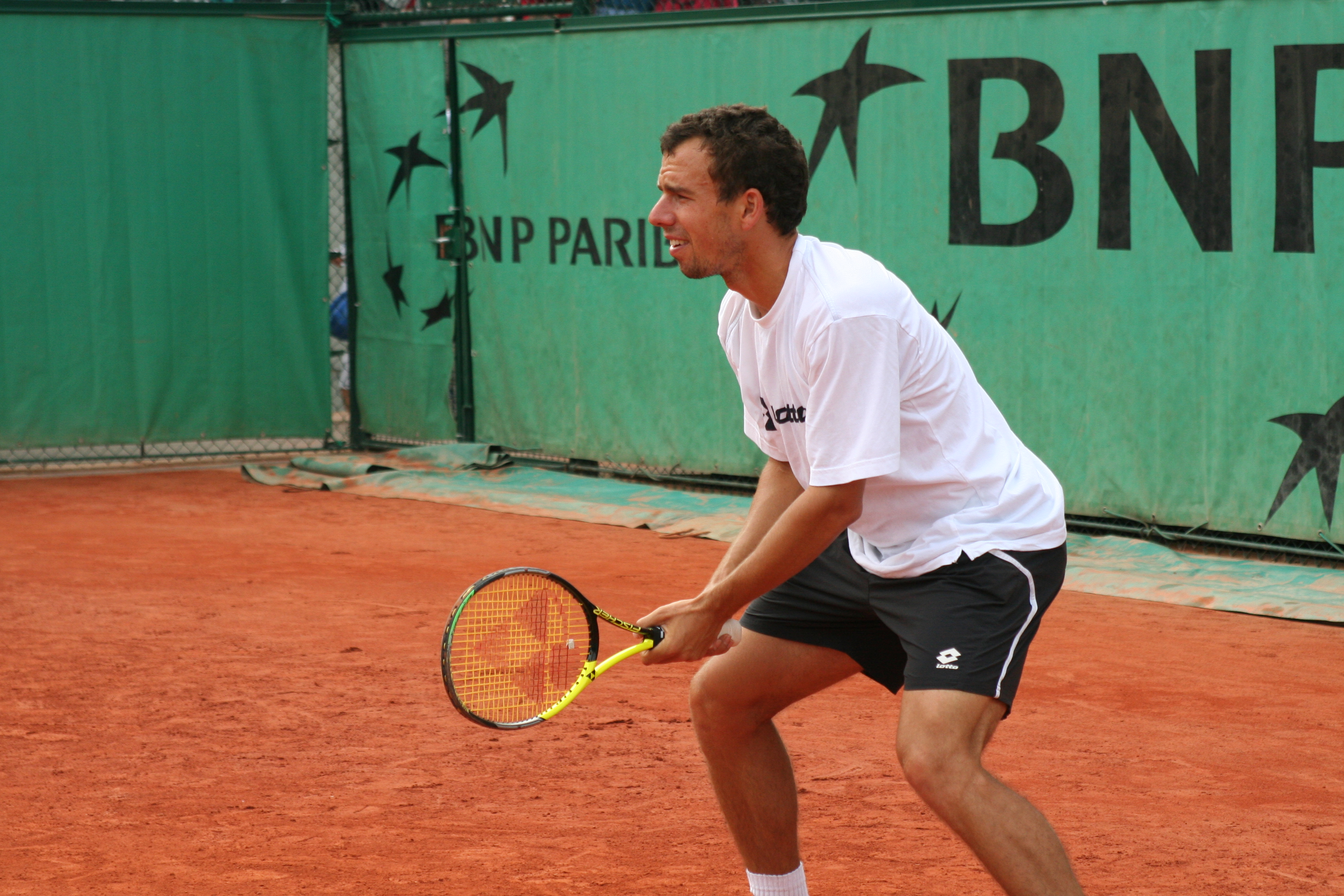
Dominik Hrbatý

En tennis, la Slovaquie est présente sur la scène internationale aussi bien chez les hommes que chez les femmes. Chez les hommes, la meilleure performance de l'équipe nationale est la finale de la Coupe Davis 2005, où elle s'inclina face à la Croatie.
On retrouve deux joueurs au sein du Top 100 Classement ATP en 2013, Martin Kližan et Lukáš Lacko. Parmi les autres joueurs reconnus, se trouvent notamment Dominik Hrbatý (no 12 mondial en 2004 et demi-finaliste à Roland-Garros en 1999), et Karol Beck (ex 36e mondial). 

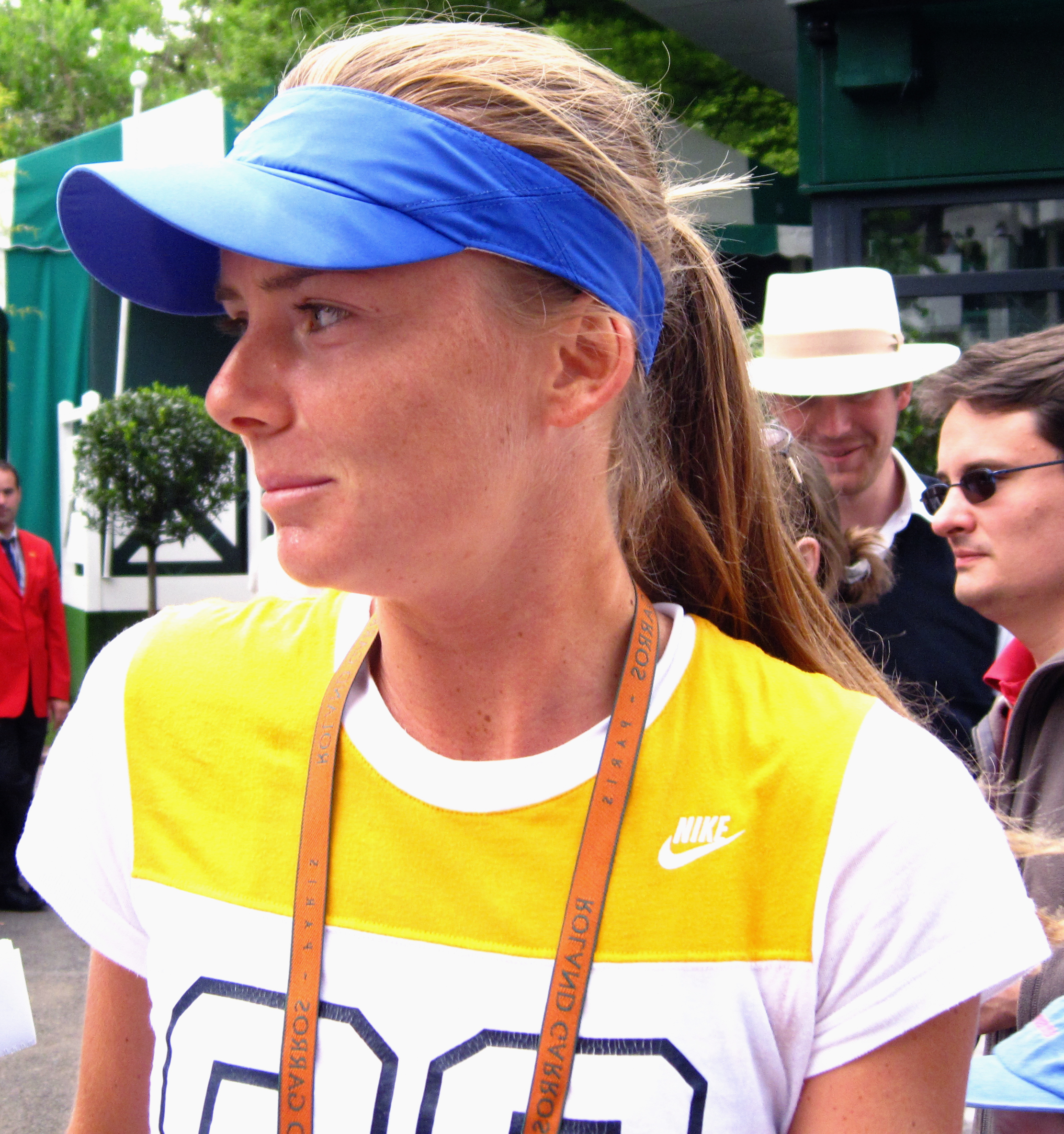
Daniela Hantuchová

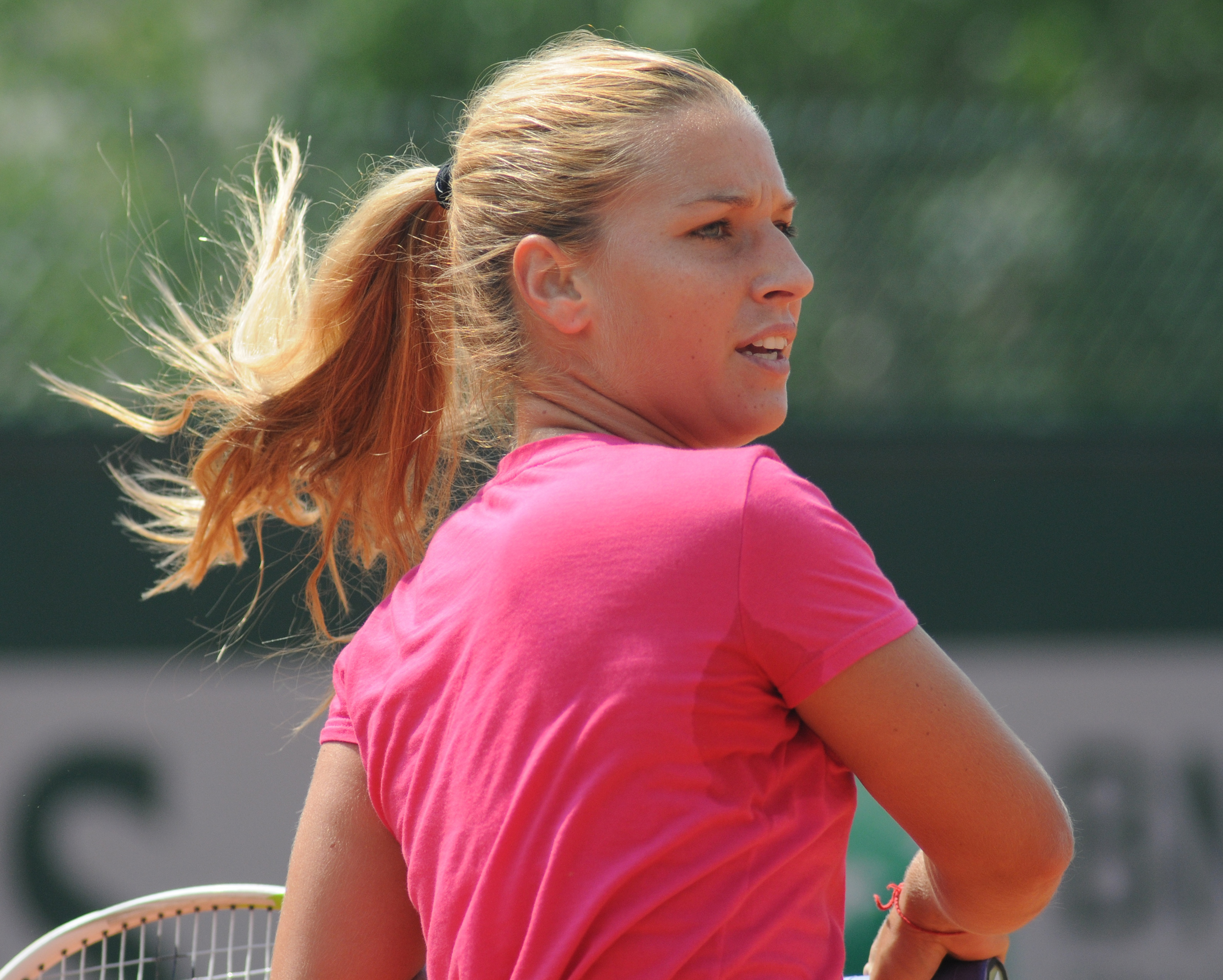
Dominika Cibulková

Les femmes possèdent une bonne équipe de Fed Cup emmenée par Daniela Hantuchová (no 5 mondial en 2003 et demi-finaliste de l'Open d'Australie en 2008) et Dominika Cibulková (no 10 mondial en 2014, finaliste de l'Open d'Australie en 2014).

## Canoë-kayak

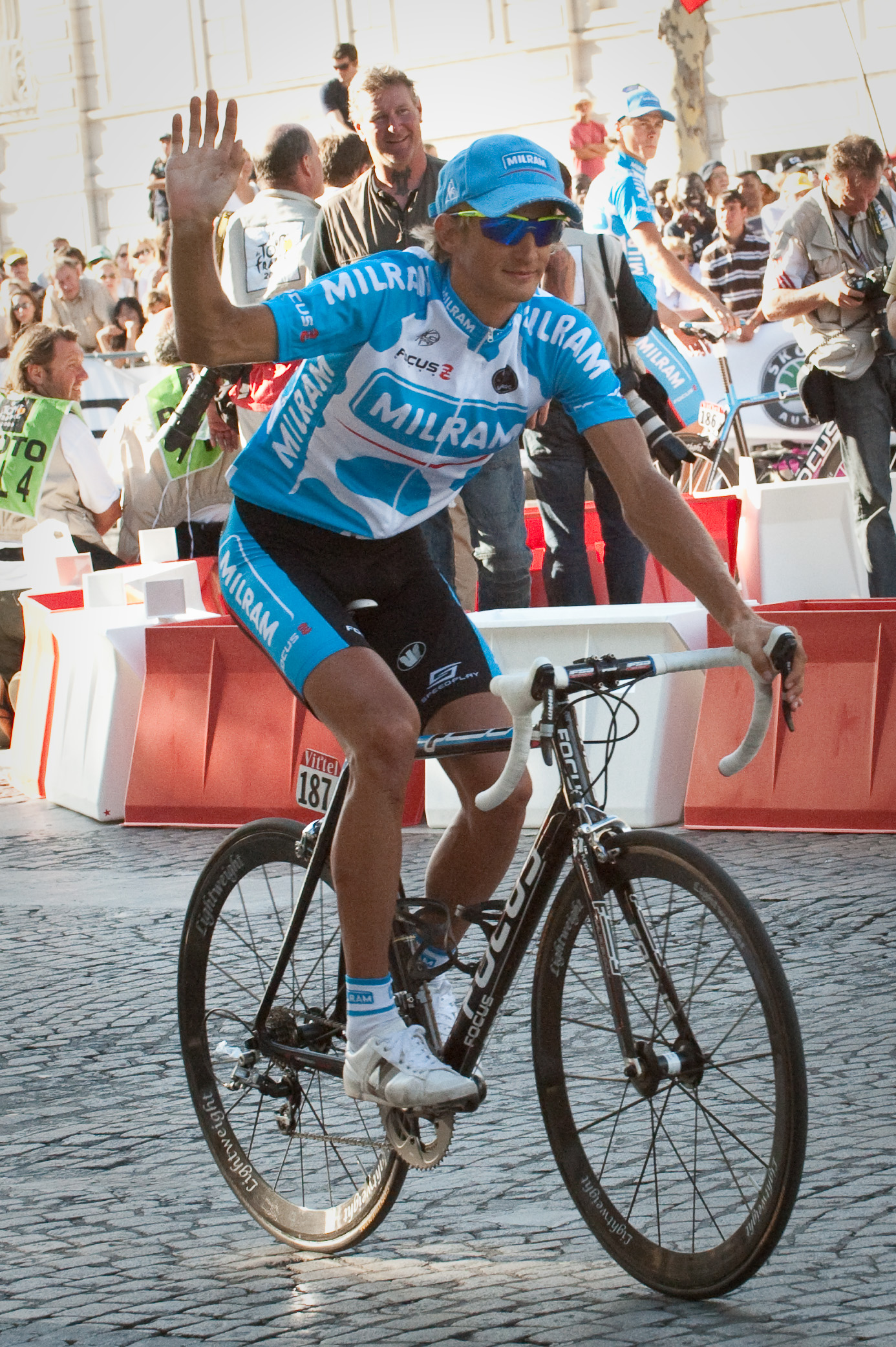
Peter Velits

La Slovaquie fait aussi partie des meilleures nations en canoë-kayak. Elle possède dans ses rangs, Michal Martikan le meilleur céiste de ces 15 dernières années avec Tony Estanguet. Il a à son palmarès plusieurs Coupes du monde et surtout 2 titres olympiques (en 1996 à Atlanta et 2008 à Pékin) et a été 2 fois vice-champion olympique (en 2000 à Sydney et 2004 à Athènes). En canoë biplace, les frères Pavol et Peter Hochschorner ont un palmarès tout aussi impressionnant puisqu'ils ont été trois fois consécutivement champions olympiques en 2000, 2004 et 2008.

## Autres sports
- Aux Jeux olympiques d'été, la Slovaquie n'a gagné de médailles d'or (7) qu'en Canoë-kayak, mais a également gagné des médailles en natation, au tir, au judo, en lutte. Aux jeux olympiques d'hiver, la Slovaquie a gagné des médailles en biathlon et en snowboard[34].
- En cyclisme, bien que peu présente au niveau international[35], la Slovaquie possède un futur grand coureur avec le jeune Peter Velits de chez l'équipe Milram qui fut champion du monde des moins de 23 ans en 2007[36]. Les frères Peter Sagan et Juraj Sagan viennent aussi de Slovaquie. Peter Sagan est de loin le cycliste le plus connu du pays : il a été trois fois de suite champion du monde sur route (2015, 2016 et 2017), a remporté le Tour des Flandres en 2016 et Paris Roubaix en 2018. Il a remporté à 7 reprises le maillot vert du Tour de France ainsi que 12 victoires d'étapes.